# Милан Срдоч
Милан Срдоч (Ријека, 3. јануар 1920 — Београд, 7. јануар 1988) био је српски филмски глумац. Срдоч је био један од познатијих комичара у југословенској послератној кинематографији.

## Биографија
Срдоч је рођен 3. јануара 1920. године у Ријеци као син бродоковача, а одрастао на периферији Београда где је изучио металостругарски занат у бродоградилишту на Чукарици. Аматерски се бавио глумом, а као дете је већ играо у Нушићевој „Госпођи министарки“.
Крајем Другог светског рата је избегао стрељање 1944, за које је био предвиђен, заједно са Душком Илићем, у чијој је глумачкој групи током рата играо махом Нушићеве комаде. Илића је комунистичка власт стрељала у Кошутњаку, без суђења, а Милан Срдоч је помилован у последњи час, али је присилно послат на Сремски фронт, где је лакше рањен.
После трамвајске несреће, неко време игра у Луткарском позоришту у Београду; од 1948. у зајечарском позоришту, а педесетих у Београдском драмском позоришту где игра мање улоге. Потом игра у Народном позоришту, да би потом прешао на статус слободног уметника и посветио се филму и телевизији. Наступио је у око четрдесет филмова. Још за његовог живота тада ново насеље у граду Ријеци је добило име по њему - Срдочи, јер се развијало на подручју његовог рођења.

## Улоге
| Год.       | Назив                                 | Улога                            |
| ---------- | ------------------------------------- | -------------------------------- |
| 1950-е     |                                       |                                  |
| 1954.      | Сумњиво лице                          |                                  |
| 1956.      | Велики и мали                         | настојник                        |
| 1957.      | Потражи Ванду Кос                     | рецепционер                      |
| 1957.      | Суботом увече                         | доктор                           |
| 1958.      |                                       |                                  |
| 1958.      | Четири километра на сат               | пијанац                          |
| 1958.      | Те ноћи                               | дежурни на телефонској централи  |
| 1958.      | Април и детективи                     |                                  |
| 1959.      | Осма врата                            | човек из трамваја                |
| 1959.      | Кирија                                |                                  |
| 1959.      | Ноћи и јутра                          | Башић                            |
| 1959.      | Сам                                   | Лекар Тоза (као М. Срдоч)        |
| 1959.      | Кампо Мамула                          | Петар                            |
| 1960-е     |                                       |                                  |
| 1960.      | Рођендан у студију                    |                                  |
| 1960.      | Ортаци                                |                                  |
| 1960.      | Кота 905                              | Љубо                             |
| 1960.      | Акција                                | Мирт                             |
| 1961.      | Трка                                  |                                  |
| 1961.      | Парче плавог неба                     |                                  |
| 1961.      | Небески одред                         |                                  |
| 1962.      | Степа                                 | Васја                            |
| 1962.      | Сјенка славе                          | Полде                            |
| 1962.      | Наша кола                             | Врабец                           |
| 1963.      | Земљаци                               |                                  |
| 1963.      | Лицем у лице                          | Мика                             |
| 1963.      | Промаја (серија)                      |                                  |
| 1963-1964. | На слово, на слово (ТВ серија)        |                                  |
| 1964.      | Народни посланик                      | Спира                            |
| 1964.      | Нови асистент                         |                                  |
| 1964.      | Николетина Бурсаћ                     | Јовица Јеж                       |
| 1964.      | Међу лешинарима                       | Стари Вабл                       |
| 1964-1966. | Код судије за прекршаје               |                                  |
| 1964.      | Прометеј с отока Вишевице             |                                  |
| 1965.      | Доћи и остати                         |                                  |
| 1965.      | Поподне једног Фауна                  |                                  |
| 1965.      | Фунта са штедне књижице               |                                  |
| 1965.      | Краљ петролеја                        |                                  |
| 1965.      | Лавиринт смрти                        |                                  |
| 1966.      | До победата и по неа                  | Митре Заревски                   |
| 1966.      | Добричина                             |                                  |
| 1967.      | Протест                               | портир Штеф                      |
| 1967.      | Кораци кроз магле                     | Мишко                            |
| 1967.      | Дивље семе                            |                                  |
| 1967.      | Наша напаст домаћа                    |                                  |
| 1967.      | Будућност света                       |                                  |
| 1967.      | Немирни                               | пијанац                          |
| 1967.      | Волите се људи                        |                                  |
| 1967.      | Палма међу палмама                    | Римски                           |
| 1967.      | Невидљиви батаљон                     | Лојз                             |
| 1967.      | Дежурна улица                         |                                  |
| 1968.      | Превара из љубави                     |                                  |
| 1968.      | Нови живот                            |                                  |
| 1968.      | Сунце туђег неба                      | Јаков                            |
| 1968.      | Парничари                             | Ракац                            |
| 1968.      | Голи човјек                           | Марте                            |
| 1969.      | Заобилазни Арчибалд                   |                                  |
| 1968.      | Максим нашег доба                     |                                  |
| 1969.      | Растанак                              |                                  |
| 1969.      | Кад сам био војник                    |                                  |
| 1969.      | Голубовићи                            | дворски                          |
| 1969.      | Сувишни                               |                                  |
| 1969.      | Музиканти                             | Рајко Животић                    |
| 1970-е     |                                       |                                  |
| 1970.      | Бурдуш                                | Рајко Животић                    |
| 1971.      | Бубашинтер                            | Друг из Завода                   |
| 1971.      | Дипломци                              | Петар Бабић                      |
| 1971.      | Хроника паланачког гробља             | Костица                          |
| 1972.      | Просјаци и синови                     | Јокас                            |
| 1972.      | Кућа поред мора                       |                                  |
| 1973.      | Невен                                 | Илија                            |
| 1973       | Со                                    |                                  |
| 1973.      | Суседи                                | службеник гробља                 |
| 1973.      | Камионџије                            | Лала                             |
| 1974.      | Човик и по                            | Цекић                            |
| 1974.      | Образ уз образ                        | Милан                            |
| 1975.      | Доле са оружјем                       | Главни кувар Јозеф Бем „Купусар“ |
| 1975.      | Зимовање у Јакобсфелду                | Петер                            |
| 1975.      | Салаш у Малом Риту                    |                                  |
| 1975.      | Повратак лопова                       | Ђорђе                            |
| 1975.      | Соба са пет зидова                    |                                  |
| 1975.      | Позориште у кући 3                    | пијанац                          |
| 1976.      | Ђовани(ТВ)                            |                                  |
| 1976.      | Част ми је позвати вас                | Милан                            |
| 1976.      | Самац (ТВ)                            | Сима Сесић                       |
| 1976.      | Бабино унуче                          | Сима Сесић                       |
| 1977.      | Човик и архитектура                   | Вицко                            |
| 1978.      | Луде године                           | Миге                             |
| 1978.      | Пуном паром ТВ серија                 | Директор издавачког подузећа     |
| 1978.      | Повратак отписаних (ТВ серија)        | Риста                            |
| 1979.      | Паклени оток                          | Сељак са кутијом                 |
| 1979.      | Полетарац                             |                                  |
| 1979.      | Није далеко                           |                                  |
| 1979.      | Усијање                               |                                  |
| 1980-е     |                                       |                                  |
| 1980.      | Два сандука динамита                  |                                  |
| 1980.      | Дувански пут                          |                                  |
| 1980.      | Дошло доба да се љубав проба          | Миге                             |
| 1980.      | Кружна путовања                       |                                  |
| 1980.      | Врућ ветар                            | човек у гипсу                    |
| 1980.      | Посебан третман                       | Чеда                             |
| 1980.      | Само за двоје                         | службеник                        |
| 1981.      | Љуби, љуби, ал' главу не губи         | Миге                             |
| 1981.      | Челичење Павла Плетикосе              |                                  |
| 1981.      | База на Дунаву                        | деда Флекица                     |
| 1981.      | Шеста брзина                          | накупац                          |
| 1982.      | Уцјена (ТВ)                           |                                  |
| 1982.      | Хоћу живјети                          |                                  |
| 1982.      | Приче из радионице                    | накупац                          |
| 1982.      | Докторка на селу                      | медицински брат Доца             |
| 1982.      | Сутон                                 | Карло                            |
| 1983.      | Мртви се не враћају (мини-серија)     |                                  |
| 1983.      | Грго гре у Пазин                      | /                                |
| 1983.      | Јесен Ђуке Дражетића                  |                                  |
| 1983.      | Хало такси                            |                                  |
| 1983.      | Какав деда, такав унук                | Миге                             |
| 1983.      | Иди ми, дођи ми                       | Миге                             |
| 1984.      | Не тако давно                         |                                  |
| 1984.      | Целовечерњи тхе Кид                   | Стриц Стеве Ченејца              |
| 1984.      | Проклета авлија                       | Заим                             |
| 1984.      | Лазар                                 | Тадија Марковић                  |
| 1984.      | Јагуаров скок                         | Богданов отац                    |
| 1985.      | Жикина династија                      | Миге                             |
| 1985.      | Неуспела мућка                        | Тома Далматинац                  |
| 1985.      | Црвени и црни                         | Рудар                            |
| 1986.      | Од злата јабука                       | Милија Вукобрат                  |
| 1986.      | Развод на одређено време              |                                  |
| 1986.      | Друга Жикина династија                | Миге                             |
| 1986.      | Најлепши дани у животу Ивана Кисека   | Костелец                         |
| 1986.      | Секула и његове жене                  |                                  |
| 1986.      | Сиви дом                              |                                  |
| 1986.      | Медвед 007                            |                                  |
| 1986.      | Протестни албум                       | председник колегијума Сики       |
| 1986.      | Посљедњи скретничар узаног колосијека | дјед Перо                        |
| 1987.      | Хајде да се волимо                    | Чика Милија                      |
| 1987.      | Вук Караџић                           | Радич Петровић                   |
| 1988.      | Нека чудна земља                      | министар друге земље             |
| 1988.      | Ортаци                                | Крпо                             |

## Награде
- Златна арена за најбољу споредну мушку улогу на Филмском фестивалу у Пули, за улогу у филму Четири километра на сат, 1958. године.

## Фестивали
Загреб:
- Шоферска балада, '70